# エニーギヴンサタデー
エニーギヴンサタデー (Any Given Saturday) とはアメリカ合衆国の競走馬、種牡馬である。おもな勝ち鞍は2007年ハスケル招待ハンデキャップ。主戦騎手はギャレット・ゴメス (Garrett Gomez) 。

## 略歴
2005年9月、キーンランドイヤリングセールにて1,100,000ドルでWinStar FarmとPadua Stablesに購入され、トッド・プレッチャーに預けられる。デビュー戦を勝利で飾ると、次走の一般レースも勝利し、デビューから2連勝し、ケンタッキージョッキークラブステークス(G2)で2着となり、こうして2歳を終える。
翌2007年、年が明けて3歳になったエニーギヴンサタデーは、2月に一般競走を勝った後、3月にタンパベイダービーでストリートセンス(Street Sense)の僅差2着になり、2007年アメリカクラシック路線の有力馬として期待されていた。しかし、ウッドメモリアルステークスでは3着、ケンタッキーダービーでは8着と振るわなかった。なお、レース後は打撲により2ヶ月ほど休む。その後は、ドワイヤーステークスで初めて重賞を制覇すると、ハスケル招待ハンデキャップでカーリン(Curlin)、ハードスパン(Hard Spun)の2頭を破りG1を初制覇。ブリーダーズカップ・クラシックでは2番人気に支持されたが、6着に敗れた。
2008年よりダーレーグループのジョナベルファームで種牡馬生活を始める。初年度の種付料は4万ドル。2011年に初年度産駒がデビューしたが、若干の重賞勝ち馬を出すにとどまり、2014年にペンシルバニア州のピンオークレーンファームに移動。同年の種付料は5000ドルにまで下落した。その後韓国生産者協会に購入され、2015年から韓国で種牡馬生活を送ることになる。その後同年秋に産駒のモンゴリアンサタデーがブリーダーズカップ・ターフスプリントを勝っている。
2023年をもって種牡馬を引退。アメリカに帰国し、オールドフレンズで余生を送る。

## 成績詳細
- 2006年（3戦2勝）
  - 2着 -  (G2) ケンタッキージョッキークラブステークス
- 2007年（8戦4勝）
  - (G1) ハスケル招待ステークス
  - (G2) ドワイヤーステークス
  - (G2) ブルックリンハンデキャップ
  - 2着 -  (G3) タンパペイダービー
  - 3着 -  (G1) ウッドメモリアルステークス

## 血統表
| エニーギヴンサタデーの血統（ミスタープロスペクター系 / Bold Ruler5×5=6.25%） | エニーギヴンサタデーの血統（ミスタープロスペクター系 / Bold Ruler5×5=6.25%） | エニーギヴンサタデーの血統（ミスタープロスペクター系 / Bold Ruler5×5=6.25%） | （血統表の出典） | （血統表の出典） |
| 父 Distorted Humor 1993 栗毛                                                 | 父の父*Forty Niner 1985 栗毛                                                 | Mr. Prospector                                                               | Raise a Native   | Raise a Native   |
| 父 Distorted Humor 1993 栗毛                                                 | 父の父*Forty Niner 1985 栗毛                                                 | Mr. Prospector                                                               | Gold Digger      |                  |
| 父 Distorted Humor 1993 栗毛                                                 | 父の父*Forty Niner 1985 栗毛                                                 | File                                                                         | Tom Rolfe        | Tom Rolfe        |
| 父 Distorted Humor 1993 栗毛                                                 | 父の父*Forty Niner 1985 栗毛                                                 | File                                                                         | Continue         |                  |
| 父 Distorted Humor 1993 栗毛                                                 | 父の母Danzig's Beauty 1987 鹿毛                                              | Danzig                                                                       | Northern Dancer  | Northern Dancer  |
| 父 Distorted Humor 1993 栗毛                                                 | 父の母Danzig's Beauty 1987 鹿毛                                              | Danzig                                                                       | Pas de Nom       |                  |
| 父 Distorted Humor 1993 栗毛                                                 | 父の母Danzig's Beauty 1987 鹿毛                                              | Sweetest Chant                                                               | Mr. Leader       | Mr. Leader       |
| 父 Distorted Humor 1993 栗毛                                                 | 父の母Danzig's Beauty 1987 鹿毛                                              | Sweetest Chant                                                               | Gay Sonnet       |                  |
| 母 Weekend in Indy 1995 鹿毛                                                 | 母の父A. P. Indy 1989 黒鹿毛                                                 | Seattle Slew                                                                 | Bold Reasoning   | Bold Reasoning   |
| 母 Weekend in Indy 1995 鹿毛                                                 | 母の父A. P. Indy 1989 黒鹿毛                                                 | Seattle Slew                                                                 | My Charmer       |                  |
| 母 Weekend in Indy 1995 鹿毛                                                 | 母の父A. P. Indy 1989 黒鹿毛                                                 | Weekend Surprise                                                             | Secretariat      | Secretariat      |
| 母 Weekend in Indy 1995 鹿毛                                                 | 母の父A. P. Indy 1989 黒鹿毛                                                 | Weekend Surprise                                                             | Lassie Dear      |                  |
| 母 Weekend in Indy 1995 鹿毛                                                 | 母の母Whow 1985 黒鹿毛                                                       | Spectacular Bid                                                              | Bold Bidder      | Bold Bidder      |
| 母 Weekend in Indy 1995 鹿毛                                                 | 母の母Whow 1985 黒鹿毛                                                       | Spectacular Bid                                                              | Spectacular      |                  |
| 母 Weekend in Indy 1995 鹿毛                                                 | 母の母Whow 1985 黒鹿毛                                                       | Hooplah                                                                      | Hillary          | Hillary          |
| 母 Weekend in Indy 1995 鹿毛                                                 | 母の母Whow 1985 黒鹿毛                                                       | Hooplah                                                                      | Beadah F-No.3-o  |                  |